# Homoroselaps dorsalis
Homoroselaps dorsalis (смугаста гадюка-арлекін) — вид отруйних змій родини земляних гадюк (Atractaspididae). Мешкає в Південній Африці.

## Поширення й екологія
Смугасті гадюки-арлекіни поширені на північному сході Південно-Африканської Республіки та на заході Есватіні. Вони живуть на луках, серед покинутих термітників. Зустрічаються на висоті від 100 до 1800 м над рівнем моря.

## Збереження
МСОП класифікує стан збереження цього виду як близький до загрозливого. Homoroselaps dorsalis загрожує знищення природного середовища.